# Araneus yasudai
Araneus yasudai là một loài nhện trong họ Araneidae.
Loài này thuộc chi Araneus. Araneus yasudai được miêu tả năm 2001 bởi Tanikawa.